# Iñaki Gastón
Iñaki Gastón Crespo (* 25. Mai 1963 in Bilbao, Autonome Gemeinschaft Baskenland) ist ein ehemaliger spanischer Radrennfahrer. Er war von 1984 bis 1994 Profi.

## Karriere
Beim Giro d’Italia belegte er 1991 den 23. Platz und gewann auch die Bergwertung. Im selben Jahr fuhr er alle drei großen Rundfahrten zu Ende.
Während seiner Zeit bei CLAS-Cajastur war er einer der wertvollsten Helfer für Tony Rominger in den Bergen, wie zum Beispiel bei der Vuelta a España 1993, als er bei der 19. Etappe auf der Abfahrt vom La-Cobertoria-Pass dem attackierenden Tony Rominger folgte und ihm half Zeit gegenüber dem Zweitplatzierten Alex Zülle heraus zu fahren.

## Erfolge
1984
- eine Etappe Valencia-Rundfahrt
- eine Etappe Aragon-Rundfahrt
- Clásica a los Puertos de Guadarrama
- Gesamtwertung und zwei Etappen Vuelta a La Rioja

1985
- Arrateko Igoera
- Prueba Villafranca de Ordizia
- Clásica de Sabiñánigo

1986
- Clásica San Sebastián
- Arrateko Igoera

1987
- eine Etappe Vuelta a España
- Gesamtwertung und vier Etappen Asturien-Rundfahrt
- eine Etappe Galicien-Rundfahrt

1988
- zwei Etappen Vuelta a España
- zwei Etappen Setmana Catalana de Ciclisme
- eine Etappe Galicien-Rundfahrt

1989
- Aragon-Rundfahrt

1990
- Klasika Primavera
- Setmana Catalana de Ciclisme
- eine Etappe Katalonien-Rundfahrt
- eine Etappe Aragon-Rundfahrt

1991
- Bergwertung Giro d’Italia

1993
- eine Etappe Setmana Catalana de Ciclisme

## Grand-Tours-Platzierungen
| Grand Tour            | 1984 | 1985 | 1986 | 1987 | 1988 | 1989 | 1990 | 1991 | 1992 | 1993 | 1994 |
| --------------------- | ---- | ---- | ---- | ---- | ---- | ---- | ---- | ---- | ---- | ---- | ---- |
| Vuelta a EspañaVuelta | –    | 21   | 12   | 12   | 35   | 7    | 14   | 14   | –    | 11   | 59   |
| Giro d’ItaliaGiro     | –    | –    | –    | –    | –    | –    | –    | 23   | –    | –    | –    |
| Tour de FranceTour    | –    | 38   | 75   | DNF  | 112  | DNF  | –    | 61   | DNF  | 78   | –    |